# 멕시코 축구 국가대표팀
멕시코 축구 국가대표팀(스페인어: Selección de fútbol de México)은 멕시코를 대표하는 축구 국가대표팀으로 멕시코 축구 연맹에서 운영되고 있다. 북중미카리브 축구 연맹 소속팀 가운데 최강팀으로 평가받고 있으며 1923년 1월 1일 과테말라와의 국제 A매치 데뷔전을 3-2 승리로 장식했으며 현재 에스타디오 아스테카를 홈 구장으로 사용하고 있다.

## 국제 대회 경력

### FIFA 월드컵
1930년 FIFA 월드컵 첫 대회를 시작으로 현재까지 총 16번의 월드컵 본선에 올라 2번의 대회(1970년, 1986년)에서 8강에 이름을 올렸으나 이는 모두 자국에서 열린 대회에서 거둔 성적이다. 1994년부터 2018년 대회까지 7회 연속 월드컵 8강 문턱에서 주저앉으면서 현재까지도 멕시코의 월드컵 16강 징크스의 악몽이 이어지고 있으며 2022년 대회에서는 아르헨티나에 패한 뒤 사우디아라비아에 신승을 거두었지만 1978년 대회 이후 44년만에 조별 리그 탈락의 굴욕을 맛보았다.

### CONCACAF 골드컵
월드컵에서는 16강 징크스에 시달리는 멕시코이지만 그래도 CONCACAF 골드컵에서만큼은 북중미 최강팀의 면모를 보여주고 있으며 특히 역대 23번의 골드컵 본선 가운데 무려 11번의 대회(1965년, 1971년, 1977년, 1993년, 1996년, 1998년, 2003년, 2009년, 2011년, 2015년, 2019년)에서 우승컵을 들어올렸고 준우승도 2번의 대회(1967년, 2007년)에서 차지하는 등 현재 이 대회의 최다 우승국 타이틀과 함께 골드컵 통산 랭킹에서도 1위 자리를 굳건히 지키고 있다.

### CONCACAF 네이션스리그

#### 2019-20년 리그 A
2018년 FIFA 월드컵 북중미카리브 지역 최종 예선 직행으로 리그 A에 편입된 멕시코는 B조에서 파나마, 버뮤다를 상대로 4경기에서 전승을 거두며 조 1위로 4팀이 겨루는 결선 토너먼트 및 통산 24번째 골드컵 본선 진출 티켓을 거머쥐었다.

### FIFA 컨페더레이션스컵
컨페드컵에는 7번 출전하며 브라질과 함께 최다 컨페드컵 출전수를 기록하고 있으며 이 중 1999년 대회에서 우승컵을 들어올렸고 3번의 대회(1995년, 2005년, 2017년)에서 4강에 오르는 등 4번의 대회에서 4강 이상의 성적을 거둬들였다.

### 코파 아메리카
초청팀 자격으로 첫 출전한 1993년 코파 아메리카를 시작으로 10번의 대회에 출전하여 이 가운데 1993년과 2001년 대회에서 준우승을 거두면서 역대 최고 성적을 거두는 등 5번의 대회에서 4강 이상의 성적을 기록하는 기염을 토했다.

### 하계 올림픽
성인대표팀 시절에는 올림픽 본선에 6번 출전했고 이 중 자국에서 열린 1968년 대회에서 사상 첫 4강 진출에 성공했으며 U-23 대표팀으로는 5번의 올림픽 본선에 출전하여 이 가운데 2012년 대회에서 브라질을 꺾고 사상 첫 올림픽 금메달을 목에 걸었다.

### 팬아메리칸 게임
팬아메리칸 게임 본선에는 U-23 대표팀 전적까지 포함해 무려 14번 출전하여 금메달 4개(1967년, 1975년, 1999년, 2011년), 은메달 4개(1955년, 1991년, 1995년, 2015년), 동메달 2개(2003년, 2007년) 등 무려 10번의 대회에서 메달을 수확했다.

## 국제대회 기록

### FIFA 월드컵
| FIFA 월드컵 본선 기록   | FIFA 월드컵 본선 기록        | FIFA 월드컵 본선 기록        | FIFA 월드컵 본선 기록        | FIFA 월드컵 본선 기록        | FIFA 월드컵 본선 기록        | FIFA 월드컵 본선 기록        | FIFA 월드컵 본선 기록        | FIFA 월드컵 본선 기록        | FIFA 월드컵 본선 기록        | FIFA 월드컵 예선 기록                    | FIFA 월드컵 예선 기록                    | FIFA 월드컵 예선 기록                    | FIFA 월드컵 예선 기록                    | FIFA 월드컵 예선 기록                    | FIFA 월드컵 예선 기록                    | FIFA 월드컵 예선 기록                    |                  |
| 년도                    | 결과                         | 순위                         | 경기                         | 승                           | 무*                          | 패                           | 득점                         | 실점                         | 승점                         | 경기                                     | 승                                       | 무*                                      | 패                                       | 득점                                     | 실점                                     | 승점                                     |                  |
| ----------------------- | ---------------------------- | ---------------------------- | ---------------------------- | ---------------------------- | ---------------------------- | ---------------------------- | ---------------------------- | ---------------------------- | ---------------------------- | ---------------------------------------- | ---------------------------------------- | ---------------------------------------- | ---------------------------------------- | ---------------------------------------- | ---------------------------------------- | ---------------------------------------- | ---------------- |
| 1930년                  | 조별리그                     | 13위                         | 3                            | 0                            | 0                            | 3                            | 4                            | 13                           | 0                            | 자동참가                                 | 자동참가                                 | 자동참가                                 | 자동참가                                 | 자동참가                                 | 자동참가                                 | 자동참가                                 | 자동참가         |
| 1934년                  | 예선 탈락                    | 예선 탈락                    | 예선 탈락                    | 예선 탈락                    | 예선 탈락                    | 예선 탈락                    | 예선 탈락                    | 예선 탈락                    | 예선 탈락                    | 4                                        | 3                                        | 0                                        | 1                                        | 14                                       | 7                                        | 9                                        |                  |
| 1938년                  | 기권                         | 기권                         | 기권                         | 기권                         | 기권                         | 기권                         | 기권                         | 기권                         | 기권                         | 기권                                     | 기권                                     | 기권                                     | 기권                                     | 기권                                     | 기권                                     | 기권                                     |                  |
| 1950년                  | 조별리그                     | 12위                         | 3                            | 0                            | 0                            | 3                            | 2                            | 10                           | 0                            | 4                                        | 4                                        | 0                                        | 0                                        | 17                                       | 2                                        | 12                                       |                  |
| 1954년                  | 조별리그                     | 13위                         | 2                            | 0                            | 0                            | 2                            | 2                            | 8                            | 0                            | 4                                        | 4                                        | 0                                        | 0                                        | 19                                       | 1                                        | 12                                       |                  |
| 1958년                  | 조별리그                     | 16위                         | 3                            | 0                            | 1                            | 2                            | 1                            | 8                            | 1                            | 6                                        | 5                                        | 1                                        | 0                                        | 21                                       | 3                                        | 16                                       |                  |
| 1962년                  | 조별리그                     | 11위                         | 3                            | 1                            | 0                            | 2                            | 3                            | 4                            | 3                            | 8                                        | 4                                        | 3                                        | 1                                        | 18                                       | 5                                        | 15                                       |                  |
| 1966년                  | 조별리그                     | 12위                         | 3                            | 0                            | 2                            | 1                            | 1                            | 3                            | 2                            | 8                                        | 6                                        | 2                                        | 0                                        | 20                                       | 4                                        | 20                                       |                  |
| 1970년                  | 8강                          | 6위                          | 4                            | 2                            | 1                            | 1                            | 6                            | 4                            | 7                            | 자동참가(개최국)                         | 자동참가(개최국)                         | 자동참가(개최국)                         | 자동참가(개최국)                         | 자동참가(개최국)                         | 자동참가(개최국)                         | 자동참가(개최국)                         | 자동참가(개최국) |
| 1974년                  | 예선 탈락                    | 예선 탈락                    | 예선 탈락                    | 예선 탈락                    | 예선 탈락                    | 예선 탈락                    | 예선 탈락                    | 예선 탈락                    | 예선 탈락                    | 9                                        | 6                                        | 2                                        | 1                                        | 18                                       | 8                                        | 20                                       |                  |
| 1978년                  | 조별리그                     | 16위                         | 3                            | 0                            | 0                            | 3                            | 2                            | 12                           | 0                            | 9                                        | 6                                        | 2                                        | 1                                        | 23                                       | 6                                        | 20                                       |                  |
| 1982년                  | 예선 탈락                    | 예선 탈락                    | 예선 탈락                    | 예선 탈락                    | 예선 탈락                    | 예선 탈락                    | 예선 탈락                    | 예선 탈락                    | 예선 탈락                    | 9                                        | 2                                        | 5                                        | 2                                        | 14                                       | 8                                        | 11                                       |                  |
| 1986년                  | 8강                          | 6위                          | 5                            | 3                            | 2                            | 0                            | 6                            | 2                            | 11                           | 자동참가(개최국)                         | 자동참가(개최국)                         | 자동참가(개최국)                         | 자동참가(개최국)                         | 자동참가(개최국)                         | 자동참가(개최국)                         | 자동참가(개최국)                         | 자동참가(개최국) |
| 1990년                  | 실격                         | 실격                         | 실격                         | 실격                         | 실격                         | 실격                         | 실격                         | 실격                         | 실격                         | 실격                                     | 실격                                     | 실격                                     | 실격                                     | 실격                                     | 실격                                     | 실격                                     |                  |
| 1994년                  | 16강                         | 13위                         | 4                            | 1                            | 2                            | 1                            | 4                            | 4                            | 5                            | 12                                       | 9                                        | 1                                        | 2                                        | 39                                       | 8                                        | 28                                       |                  |
| 1998년                  | 16강                         | 13위                         | 4                            | 1                            | 2                            | 1                            | 8                            | 7                            | 5                            | 16                                       | 8                                        | 6                                        | 2                                        | 37                                       | 13                                       | 30                                       |                  |
| 2002년                  | 16강                         | 11위                         | 4                            | 2                            | 1                            | 1                            | 4                            | 4                            | 7                            | 16                                       | 9                                        | 3                                        | 4                                        | 33                                       | 11                                       | 30                                       |                  |
| 2006년                  | 16강                         | 15위                         | 4                            | 1                            | 1                            | 2                            | 5                            | 5                            | 4                            | 18                                       | 15                                       | 1                                        | 2                                        | 67                                       | 10                                       | 46                                       |                  |
| 2010년                  | 16강                         | 14위                         | 4                            | 1                            | 1                            | 2                            | 4                            | 5                            | 4                            | 18                                       | 11                                       | 2                                        | 5                                        | 36                                       | 18                                       | 35                                       |                  |
| 2014년                  | 16강                         | 10위                         | 4                            | 2                            | 1                            | 1                            | 5                            | 3                            | 7                            | 18                                       | 10                                       | 5                                        | 3                                        | 31                                       | 14                                       | 35                                       |                  |
| 2018년                  | 16강                         | 12위                         | 4                            | 2                            | 0                            | 2                            | 3                            | 6                            | 6                            | 16                                       | 11                                       | 4                                        | 1                                        | 29                                       | 8                                        | 37                                       |                  |
| 2022년                  | 조별리그                     | 22위                         | 3                            | 1                            | 1                            | 1                            | 2                            | 3                            | 4                            | 14                                       | 8                                        | 4                                        | 2                                        | 17                                       | 8                                        | 28                                       |                  |
| 2026년                  | 자동 본선 진출               | 자동 본선 진출               | 자동 본선 진출               | 자동 본선 진출               | 자동 본선 진출               | 자동 본선 진출               | 자동 본선 진출               | 자동 본선 진출               | 자동 본선 진출               | 자동참가(개최국)                         | 자동참가(개최국)                         | 자동참가(개최국)                         | 자동참가(개최국)                         | 자동참가(개최국)                         | 자동참가(개최국)                         | 자동참가(개최국)                         | 자동참가(개최국) |
| 월드컵 100주년() 2030년 | 미정                         | 미정                         | 미정                         | 미정                         | 미정                         | 미정                         | 미정                         | 미정                         | 미정                         | 미정                                     | 미정                                     | 미정                                     | 미정                                     | 미정                                     | 미정                                     | 미정                                     | 미정             |
| 합계                    | 17회 진출(17/22)             | 8강(2회)                     | 60                           | 17                           | 15                           | 28                           | 62                           | 101                          | 66                           | 175                                      | 113                                      | 37                                       | 25                                       | 436                                      | 126                                      | 376                                      |                  |
| 순위                    | FIFA 월드컵 역대 순위 : 13위 | FIFA 월드컵 역대 순위 : 13위 | FIFA 월드컵 역대 순위 : 13위 | FIFA 월드컵 역대 순위 : 13위 | FIFA 월드컵 역대 순위 : 13위 | FIFA 월드컵 역대 순위 : 13위 | FIFA 월드컵 역대 순위 : 13위 | FIFA 월드컵 역대 순위 : 13위 | FIFA 월드컵 역대 순위 : 13위 | 월드컵 예선 승점 순위 : 1위 (북중미 1위) | 월드컵 예선 승점 순위 : 1위 (북중미 1위) | 월드컵 예선 승점 순위 : 1위 (북중미 1위) | 월드컵 예선 승점 순위 : 1위 (북중미 1위) | 월드컵 예선 승점 순위 : 1위 (북중미 1위) | 월드컵 예선 승점 순위 : 1위 (북중미 1위) | 월드컵 예선 승점 순위 : 1위 (북중미 1위) |                  |

### CONCACAF 골드컵
| 북중미 축구 선수권 대회 (본선) | 북중미 축구 선수권 대회 (본선)    | 북중미 축구 선수권 대회 (본선)    | 북중미 축구 선수권 대회 (본선)    | 북중미 축구 선수권 대회 (본선)    | 북중미 축구 선수권 대회 (본선)    | 북중미 축구 선수권 대회 (본선)    | 북중미 축구 선수권 대회 (본선)    | 북중미 축구 선수권 대회 (본선)    | 북중미 축구 선수권 대회 (본선)    | 북중미 축구 선수권 대회 (예선)  | 북중미 축구 선수권 대회 (예선)  | 북중미 축구 선수권 대회 (예선)  | 북중미 축구 선수권 대회 (예선)  | 북중미 축구 선수권 대회 (예선)  | 북중미 축구 선수권 대회 (예선)  | 북중미 축구 선수권 대회 (예선)  |                                 |                                 |
| 1963년                         | 조별리그                          | 7위                               | 3                                 | 1                                 | 1                                 | 1                                 | 9                                 | 2                                 | 4                                 | 자동참가                        | 자동참가                        | 자동참가                        | 자동참가                        | 자동참가                        | 자동참가                        | 자동참가                        |                                 |                                 |
| 1965년                         | 결선리그                          | 우승                              | 5                                 | 4                                 | 1                                 | 0                                 | 13                                | 2                                 | 13                                | 자동진출(미국 기권)             | 자동진출(미국 기권)             | 자동진출(미국 기권)             | 자동진출(미국 기권)             | 자동진출(미국 기권)             | 자동진출(미국 기권)             | 자동진출(미국 기권)             |                                 |                                 |
| 1967년                         | 결선리그                          | 2위                               | 5                                 | 4                                 | 0                                 | 1                                 | 10                                | 1                                 | 12                                | 자동참가(전 대회 우승국)        | 자동참가(전 대회 우승국)        | 자동참가(전 대회 우승국)        | 자동참가(전 대회 우승국)        | 자동참가(전 대회 우승국)        | 자동참가(전 대회 우승국)        | 자동참가(전 대회 우승국)        |                                 |                                 |
| 1969년                         | 결선리그                          | 4위                               | 5                                 | 1                                 | 2                                 | 2                                 | 4                                 | 5                                 | 5                                 | 2                               | 1                               | 0                               | 1                               | 4                               | 2                               | 3                               |                                 |                                 |
| 1971년                         | 결선리그                          | 우승                              | 5                                 | 4                                 | 1                                 | 0                                 | 6                                 | 1                                 | 13                                | 2                               | 2                               | 0                               | 0                               | 6                               | 0                               | 6                               |                                 |                                 |
| 1973년                         | 결선리그                          | 3위                               | 5                                 | 2                                 | 2                                 | 1                                 | 10                                | 5                                 | 8                                 | 4                               | 4                               | 0                               | 0                               | 8                               | 3                               | 12                              |                                 |                                 |
| 1977년                         | 결선리그                          | 우승                              | 5                                 | 5                                 | 0                                 | 0                                 | 20                                | 5                                 | 15                                | 4                               | 1                               | 2                               | 1                               | 3                               | 1                               | 5                               |                                 |                                 |
| 1981년                         | 결선리그                          | 3위                               | 5                                 | 1                                 | 3                                 | 1                                 | 6                                 | 3                                 | 6                                 | 4                               | 1                               | 2                               | 1                               | 8                               | 5                               | 5                               |                                 |                                 |
| 1985년                         | 불참                              | 불참                              | 불참                              | 불참                              | 불참                              | 불참                              | 불참                              | 불참                              | 불참                              | 불참                            | 불참                            | 불참                            | 불참                            | 불참                            | 불참                            | 불참                            |                                 |                                 |
| 1989년                         | 실격                              | 실격                              | 실격                              | 실격                              | 실격                              | 실격                              | 실격                              | 실격                              | 실격                              | 실격                            | 실격                            | 실격                            | 실격                            | 실격                            | 실격                            | 실격                            |                                 |                                 |
| CONCACAF 골드컵 (본선)         | CONCACAF 골드컵 (본선)            | CONCACAF 골드컵 (본선)            | CONCACAF 골드컵 (본선)            | CONCACAF 골드컵 (본선)            | CONCACAF 골드컵 (본선)            | CONCACAF 골드컵 (본선)            | CONCACAF 골드컵 (본선)            | CONCACAF 골드컵 (본선)            | CONCACAF 골드컵 (본선)            | CONCACAF 골드컵 (예선)          | CONCACAF 골드컵 (예선)          | CONCACAF 골드컵 (예선)          | CONCACAF 골드컵 (예선)          | CONCACAF 골드컵 (예선)          | CONCACAF 골드컵 (예선)          | CONCACAF 골드컵 (예선)          |                                 |                                 |
| 1991년                         | 4강                               | 3위                               | 5                                 | 3                                 | 1                                 | 1                                 | 10                                | 5                                 | 10                                | 자동참가 (북아메리카 축구 연맹) | 자동참가 (북아메리카 축구 연맹) | 자동참가 (북아메리카 축구 연맹) | 자동참가 (북아메리카 축구 연맹) | 자동참가 (북아메리카 축구 연맹) | 자동참가 (북아메리카 축구 연맹) | 자동참가 (북아메리카 축구 연맹) | 자동참가 (북아메리카 축구 연맹) | 자동참가 (북아메리카 축구 연맹) |
| 1993년                         | 우승                              | 1위                               | 5                                 | 4                                 | 1                                 | 0                                 | 28                                | 2                                 | 13                                | 자동참가 (북아메리카 축구 연맹) | 자동참가 (북아메리카 축구 연맹) | 자동참가 (북아메리카 축구 연맹) | 자동참가 (북아메리카 축구 연맹) | 자동참가 (북아메리카 축구 연맹) | 자동참가 (북아메리카 축구 연맹) | 자동참가 (북아메리카 축구 연맹) | 자동참가 (북아메리카 축구 연맹) | 자동참가 (북아메리카 축구 연맹) |
| 1996년                         | 우승                              | 1위                               | 4                                 | 4                                 | 0                                 | 0                                 | 9                                 | 0                                 | 12                                | 자동참가 (북아메리카 축구 연맹) | 자동참가 (북아메리카 축구 연맹) | 자동참가 (북아메리카 축구 연맹) | 자동참가 (북아메리카 축구 연맹) | 자동참가 (북아메리카 축구 연맹) | 자동참가 (북아메리카 축구 연맹) | 자동참가 (북아메리카 축구 연맹) | 자동참가 (북아메리카 축구 연맹) | 자동참가 (북아메리카 축구 연맹) |
| 1998년                         | 우승                              | 1위                               | 4                                 | 4                                 | 0                                 | 0                                 | 8                                 | 2                                 | 12                                | 자동참가 (북아메리카 축구 연맹) | 자동참가 (북아메리카 축구 연맹) | 자동참가 (북아메리카 축구 연맹) | 자동참가 (북아메리카 축구 연맹) | 자동참가 (북아메리카 축구 연맹) | 자동참가 (북아메리카 축구 연맹) | 자동참가 (북아메리카 축구 연맹) | 자동참가 (북아메리카 축구 연맹) | 자동참가 (북아메리카 축구 연맹) |
| 2000년                         | 8강                               | 7위                               | 3                                 | 1                                 | 1                                 | 1                                 | 6                                 | 3                                 | 4                                 | 자동참가 (북아메리카 축구 연맹) | 자동참가 (북아메리카 축구 연맹) | 자동참가 (북아메리카 축구 연맹) | 자동참가 (북아메리카 축구 연맹) | 자동참가 (북아메리카 축구 연맹) | 자동참가 (북아메리카 축구 연맹) | 자동참가 (북아메리카 축구 연맹) | 자동참가 (북아메리카 축구 연맹) | 자동참가 (북아메리카 축구 연맹) |
| 2002년                         | 8강                               | 5위                               | 3                                 | 2                                 | 1                                 | 0                                 | 4                                 | 1                                 | 7                                 | 자동참가 (북아메리카 축구 연맹) | 자동참가 (북아메리카 축구 연맹) | 자동참가 (북아메리카 축구 연맹) | 자동참가 (북아메리카 축구 연맹) | 자동참가 (북아메리카 축구 연맹) | 자동참가 (북아메리카 축구 연맹) | 자동참가 (북아메리카 축구 연맹) | 자동참가 (북아메리카 축구 연맹) | 자동참가 (북아메리카 축구 연맹) |
| 2003년                         | 우승                              | 1위                               | 5                                 | 4                                 | 1                                 | 0                                 | 9                                 | 0                                 | 13                                | 자동참가 (북아메리카 축구 연맹) | 자동참가 (북아메리카 축구 연맹) | 자동참가 (북아메리카 축구 연맹) | 자동참가 (북아메리카 축구 연맹) | 자동참가 (북아메리카 축구 연맹) | 자동참가 (북아메리카 축구 연맹) | 자동참가 (북아메리카 축구 연맹) | 자동참가 (북아메리카 축구 연맹) | 자동참가 (북아메리카 축구 연맹) |
| 2005년                         | 8강                               | 6위                               | 4                                 | 2                                 | 0                                 | 2                                 | 7                                 | 4                                 | 6                                 | 자동참가 (북아메리카 축구 연맹) | 자동참가 (북아메리카 축구 연맹) | 자동참가 (북아메리카 축구 연맹) | 자동참가 (북아메리카 축구 연맹) | 자동참가 (북아메리카 축구 연맹) | 자동참가 (북아메리카 축구 연맹) | 자동참가 (북아메리카 축구 연맹) | 자동참가 (북아메리카 축구 연맹) | 자동참가 (북아메리카 축구 연맹) |
| 2007년                         | 준우승                            | 2위                               | 6                                 | 4                                 | 0                                 | 2                                 | 7                                 | 5                                 | 12                                | 자동참가 (북아메리카 축구 연맹) | 자동참가 (북아메리카 축구 연맹) | 자동참가 (북아메리카 축구 연맹) | 자동참가 (북아메리카 축구 연맹) | 자동참가 (북아메리카 축구 연맹) | 자동참가 (북아메리카 축구 연맹) | 자동참가 (북아메리카 축구 연맹) | 자동참가 (북아메리카 축구 연맹) | 자동참가 (북아메리카 축구 연맹) |
| 2009년                         | 우승                              | 1위                               | 6                                 | 4                                 | 2                                 | 0                                 | 15                                | 2                                 | 14                                | 자동참가 (북아메리카 축구 연맹) | 자동참가 (북아메리카 축구 연맹) | 자동참가 (북아메리카 축구 연맹) | 자동참가 (북아메리카 축구 연맹) | 자동참가 (북아메리카 축구 연맹) | 자동참가 (북아메리카 축구 연맹) | 자동참가 (북아메리카 축구 연맹) | 자동참가 (북아메리카 축구 연맹) | 자동참가 (북아메리카 축구 연맹) |
| 2011년                         | 우승                              | 1위                               | 6                                 | 6                                 | 0                                 | 0                                 | 22                                | 4                                 | 18                                | 자동참가 (북아메리카 축구 연맹) | 자동참가 (북아메리카 축구 연맹) | 자동참가 (북아메리카 축구 연맹) | 자동참가 (북아메리카 축구 연맹) | 자동참가 (북아메리카 축구 연맹) | 자동참가 (북아메리카 축구 연맹) | 자동참가 (북아메리카 축구 연맹) | 자동참가 (북아메리카 축구 연맹) | 자동참가 (북아메리카 축구 연맹) |
| 2013년                         | 4강                               | 3위                               | 5                                 | 3                                 | 0                                 | 2                                 | 8                                 | 5                                 | 9                                 | 자동참가 (북아메리카 축구 연맹) | 자동참가 (북아메리카 축구 연맹) | 자동참가 (북아메리카 축구 연맹) | 자동참가 (북아메리카 축구 연맹) | 자동참가 (북아메리카 축구 연맹) | 자동참가 (북아메리카 축구 연맹) | 자동참가 (북아메리카 축구 연맹) | 자동참가 (북아메리카 축구 연맹) | 자동참가 (북아메리카 축구 연맹) |
| 2015년                         | 우승                              | 1위                               | 6                                 | 4                                 | 2                                 | 0                                 | 16                                | 6                                 | 14                                | 자동참가 (북아메리카 축구 연맹) | 자동참가 (북아메리카 축구 연맹) | 자동참가 (북아메리카 축구 연맹) | 자동참가 (북아메리카 축구 연맹) | 자동참가 (북아메리카 축구 연맹) | 자동참가 (북아메리카 축구 연맹) | 자동참가 (북아메리카 축구 연맹) | 자동참가 (북아메리카 축구 연맹) | 자동참가 (북아메리카 축구 연맹) |
| 2017년                         | 4강                               | 3위                               | 5                                 | 3                                 | 1                                 | 1                                 | 6                                 | 2                                 | 10                                | 자동참가 (북아메리카 축구 연맹) | 자동참가 (북아메리카 축구 연맹) | 자동참가 (북아메리카 축구 연맹) | 자동참가 (북아메리카 축구 연맹) | 자동참가 (북아메리카 축구 연맹) | 자동참가 (북아메리카 축구 연맹) | 자동참가 (북아메리카 축구 연맹) | 자동참가 (북아메리카 축구 연맹) | 자동참가 (북아메리카 축구 연맹) |
| 2019년                         | 우승                              | 1위                               | 6                                 | 5                                 | 1                                 | 0                                 | 16                                | 4                                 | 16                                | 자동참가 (북아메리카 축구 연맹) | 자동참가 (북아메리카 축구 연맹) | 자동참가 (북아메리카 축구 연맹) | 자동참가 (북아메리카 축구 연맹) | 자동참가 (북아메리카 축구 연맹) | 자동참가 (북아메리카 축구 연맹) | 자동참가 (북아메리카 축구 연맹) | 자동참가 (북아메리카 축구 연맹) | 자동참가 (북아메리카 축구 연맹) |
| 2021년                         | ?                                 | ?위                               | ?                                 | ?                                 | ?                                 | ?                                 | ?                                 | ?                                 | ?                                 | 4                               | 4                               | 0                               | 0                               | 13                              | 3                               | 12                              |                                 |                                 |
| 합계                           | 24회 진출(24/26)                  | 우승(11회)                        | 111                               | 75                                | 21                                | 15                                | 249                               | 69                                | 246                               | 20                              | 13                              | 4                               | 3                               | 42                              | 14                              | 43                              |                                 |                                 |
| 순위                           | CONCACAF 북중미 골드컵 순위 : 1위 | CONCACAF 북중미 골드컵 순위 : 1위 | CONCACAF 북중미 골드컵 순위 : 1위 | CONCACAF 북중미 골드컵 순위 : 1위 | CONCACAF 북중미 골드컵 순위 : 1위 | CONCACAF 북중미 골드컵 순위 : 1위 | CONCACAF 북중미 골드컵 순위 : 1위 | CONCACAF 북중미 골드컵 순위 : 1위 | CONCACAF 북중미 골드컵 순위 : 1위 |                                 |                                 |                                 |                                 |                                 |                                 |                                 |                                 |                                 |

### CONMEBOL코파 아메리카
남미 대회이지만 멕시코는 특별 초청팀으로 1993년 대회부터 꾸준히 참가하고 있다.
| 코파 아메리카 기록 | 코파 아메리카 기록                | 코파 아메리카 기록                | 코파 아메리카 기록                | 코파 아메리카 기록                | 코파 아메리카 기록                | 코파 아메리카 기록                | 코파 아메리카 기록                | 코파 아메리카 기록                | 코파 아메리카 기록                |
| 년도               | 결과                              | 순위                              | 경기                              | 승                                | 무*                               | 패                                | 득점                              | 실점                              | 승점                              |
| ------------------ | --------------------------------- | --------------------------------- | --------------------------------- | --------------------------------- | --------------------------------- | --------------------------------- | --------------------------------- | --------------------------------- | --------------------------------- |
| 1993년             | 준우승                            | 2위                               | 6                                 | 2                                 | 2                                 | 2                                 | 9                                 | 7                                 | 8                                 |
| 1995년             | 8강                               | 7위                               | 4                                 | 1                                 | 2                                 | 1                                 | 5                                 | 4                                 | 5                                 |
| 1997년             | 4강                               | 3위                               | 6                                 | 2                                 | 2                                 | 2                                 | 8                                 | 9                                 | 8                                 |
| 1999년             | 4강                               | 3위                               | 6                                 | 3                                 | 1                                 | 2                                 | 10                                | 9                                 | 10                                |
| 2001년             | 준우승                            | 2위                               | 6                                 | 3                                 | 1                                 | 2                                 | 5                                 | 3                                 | 10                                |
| 2004년             | 8강                               | 6위                               | 4                                 | 2                                 | 1                                 | 1                                 | 5                                 | 7                                 | 7                                 |
| 2007년             | 4강                               | 3위                               | 6                                 | 4                                 | 1                                 | 1                                 | 13                                | 5                                 | 13                                |
| 2011년             | 예선탈락                          | 12위                              | 3                                 | 0                                 | 0                                 | 3                                 | 1                                 | 4                                 | 0                                 |
| 2015년             | 예선탈락                          | 11위                              | 3                                 | 0                                 | 2                                 | 1                                 | 4                                 | 5                                 | 2                                 |
| 2016년             | 8강                               | 7위                               | 4                                 | 2                                 | 1                                 | 1                                 | 6                                 | 9                                 | 7                                 |
| 2024년             | 예선탈락                          | 9위                               | 3                                 | 1                                 | 1                                 | 1                                 | 1                                 | 1                                 | 4                                 |
| 합계               | 11회 출전(초청)                   | 준우승(2회)                       | 51                                | 20                                | 14                                | 17                                | 67                                | 63                                | 74                                |
| 순위               | CONMEBOL 코파 아메리카 순위 : 9위 | CONMEBOL 코파 아메리카 순위 : 9위 | CONMEBOL 코파 아메리카 순위 : 9위 | CONMEBOL 코파 아메리카 순위 : 9위 | CONMEBOL 코파 아메리카 순위 : 9위 | CONMEBOL 코파 아메리카 순위 : 9위 | CONMEBOL 코파 아메리카 순위 : 9위 | CONMEBOL 코파 아메리카 순위 : 9위 | CONMEBOL 코파 아메리카 순위 : 9위 |

### FIFA 컨페더레이션스컵
| FIFA 컨페더레이션스컵 기록 | FIFA 컨페더레이션스컵 기록           | FIFA 컨페더레이션스컵 기록           | FIFA 컨페더레이션스컵 기록           | FIFA 컨페더레이션스컵 기록           | FIFA 컨페더레이션스컵 기록           | FIFA 컨페더레이션스컵 기록           | FIFA 컨페더레이션스컵 기록           | FIFA 컨페더레이션스컵 기록           | FIFA 컨페더레이션스컵 기록           |
| 년도                       | 결과                                 | 순위                                 | 경기                                 | 승                                   | 무*                                  | 패                                   | 득점                                 | 실점                                 | 승점                                 |
| -------------------------- | ------------------------------------ | ------------------------------------ | ------------------------------------ | ------------------------------------ | ------------------------------------ | ------------------------------------ | ------------------------------------ | ------------------------------------ | ------------------------------------ |
| 1992년                     | 불참                                 | 불참                                 | 불참                                 | 불참                                 | 불참                                 | 불참                                 | 불참                                 | 불참                                 | 불참                                 |
| 1995년                     | 4강                                  | 3위                                  | 3                                    | 1                                    | 2                                    | 0                                    | 4                                    | 2                                    | 5                                    |
| 1997년                     | 조별리그                             | 5위                                  | 3                                    | 1                                    | 0                                    | 2                                    | 8                                    | 6                                    | 3                                    |
| 1999년                     | 우승                                 | 1위                                  | 5                                    | 4                                    | 1                                    | 0                                    | 13                                   | 6                                    | 13                                   |
| 2001년                     | 조별리그                             | 8위                                  | 3                                    | 0                                    | 0                                    | 3                                    | 1                                    | 8                                    | 0                                    |
| 2003년                     | 진출 실패                            | 진출 실패                            | 진출 실패                            | 진출 실패                            | 진출 실패                            | 진출 실패                            | 진출 실패                            | 진출 실패                            | 진출 실패                            |
| 2005년                     | 4강                                  | 4위                                  | 5                                    | 2                                    | 2                                    | 1                                    | 7                                    | 6                                    | 8                                    |
| 2009년                     | 진출 실패                            | 진출 실패                            | 진출 실패                            | 진출 실패                            | 진출 실패                            | 진출 실패                            | 진출 실패                            | 진출 실패                            | 진출 실패                            |
| 2013년                     | 조별리그                             | 6위                                  | 3                                    | 1                                    | 0                                    | 2                                    | 3                                    | 5                                    | 3                                    |
| 2017년                     | 4강                                  | 4위                                  | 5                                    | 2                                    | 1                                    | 2                                    | 8                                    | 10                                   | 7                                    |
| 합계                       | 7회 진출(7/10)                       | 우승(1회)                            | 27                                   | 11                                   | 6                                    | 10                                   | 44                                   | 43                                   | 39                                   |
| 순위                       | FIFA 컨페더레이션스컵 역대 순위: 2위 | FIFA 컨페더레이션스컵 역대 순위: 2위 | FIFA 컨페더레이션스컵 역대 순위: 2위 | FIFA 컨페더레이션스컵 역대 순위: 2위 | FIFA 컨페더레이션스컵 역대 순위: 2위 | FIFA 컨페더레이션스컵 역대 순위: 2위 | FIFA 컨페더레이션스컵 역대 순위: 2위 | FIFA 컨페더레이션스컵 역대 순위: 2위 | FIFA 컨페더레이션스컵 역대 순위: 2위 |

### 하계 올림픽
| 올림픽 축구 기록 | 올림픽 축구 기록 | 올림픽 축구 기록 | 올림픽 축구 기록 | 올림픽 축구 기록 | 올림픽 축구 기록 | 올림픽 축구 기록 | 올림픽 축구 기록 | 올림픽 축구 기록 | 올림픽 축구 기록 |
| 년도             | 결과             | 순위             | 경기             | 승               | 무*              | 패               | 득점             | 실점             | 승점             |
| ---------------- | ---------------- | ---------------- | ---------------- | ---------------- | ---------------- | ---------------- | ---------------- | ---------------- | ---------------- |
| 1900년           | 불참             | 불참             | 불참             | 불참             | 불참             | 불참             | 불참             | 불참             | 불참             |
| 1904년           | 불참             | 불참             | 불참             | 불참             | 불참             | 불참             | 불참             | 불참             | 불참             |
| 1908년           | 불참             | 불참             | 불참             | 불참             | 불참             | 불참             | 불참             | 불참             | 불참             |
| 1912년           | 불참             | 불참             | 불참             | 불참             | 불참             | 불참             | 불참             | 불참             | 불참             |
| 1920년           | 불참             | 불참             | 불참             | 불참             | 불참             | 불참             | 불참             | 불참             | 불참             |
| 1924년           | 불참             | 불참             | 불참             | 불참             | 불참             | 불참             | 불참             | 불참             | 불참             |
| 1928년           | 1라운드          | 10위             | 2                | 0                | 0                | 2                | 2                | 10               | 0                |
| 1936년           | 불참             | 불참             | 불참             | 불참             | 불참             | 불참             | 불참             | 불참             | 불참             |
| 1948년           | 1라운드          | 12위             | 1                | 0                | 0                | 1                | 3                | 5                | 0                |
| 1952년           | 진출 실패        | 진출 실패        | 진출 실패        | 진출 실패        | 진출 실패        | 진출 실패        | 진출 실패        | 진출 실패        | 진출 실패        |
| 1956년           | 진출 실패        | 진출 실패        | 진출 실패        | 진출 실패        | 진출 실패        | 진출 실패        | 진출 실패        | 진출 실패        | 진출 실패        |
| 1960년           | 진출 실패        | 진출 실패        | 진출 실패        | 진출 실패        | 진출 실패        | 진출 실패        | 진출 실패        | 진출 실패        | 진출 실패        |
| 1964년           | 조별리그         | 11위             | 3                | 0                | 1                | 2                | 2                | 6                | 1                |
| 1968년           | 4강              | 4위              | 6                | 3                | 0                | 3                | 10               | 9                | 9                |
| 1972년           | 8강              | 7위              | 6                | 2                | 1                | 3                | 4                | 14               | 7                |
| 1976년           | 조별리그         | 9위              | 3                | 0                | 2                | 1                | 4                | 7                | 2                |
| 1980년           | 진출 실패        | 진출 실패        | 진출 실패        | 진출 실패        | 진출 실패        | 진출 실패        | 진출 실패        | 진출 실패        | 진출 실패        |
| 1984년           | 진출 실패        | 진출 실패        | 진출 실패        | 진출 실패        | 진출 실패        | 진출 실패        | 진출 실패        | 진출 실패        | 진출 실패        |
| 1988년           | 실격             | 실격             | 실격             | 실격             | 실격             | 실격             | 실격             | 실격             | 실격             |
| 1992년           | 조별리그         | 10위             | 3                | 0                | 3                | 0                | 3                | 3                | 3                |
| 1996년           | 8강              | 7위              | 4                | 1                | 2                | 1                | 2                | 3                | 5                |
| 2000년           | 진출 실패        | 진출 실패        | 진출 실패        | 진출 실패        | 진출 실패        | 진출 실패        | 진출 실패        | 진출 실패        | 진출 실패        |
| 2004년           | 조별리그         | 10위             | 3                | 1                | 1                | 1                | 3                | 3                | 4                |
| 2008년           | 진출 실패        | 진출 실패        | 진출 실패        | 진출 실패        | 진출 실패        | 진출 실패        | 진출 실패        | 진출 실패        | 진출 실패        |
| 2012년           | 금메달           | 우승             | 6                | 5                | 1                | 0                | 12               | 4                | 16               |
| 2016년           | 조별리그         | 9위              | 3                | 1                | 1                | 1                | 7                | 4                | 4                |
| 2020년           | 동메달           | 3위              | 6                | 4                | 1                | 1                | 11               | 6                | 12               |
| 합계             | 11회 진출(11/26) | 금메달(1회)      | 40               | 13               | 12               | 15               | 52               | 68               | 51               |

### 팬아메리칸 게임
| 팬아메리칸 게임 기록 | 팬아메리칸 게임 기록 | 팬아메리칸 게임 기록 | 팬아메리칸 게임 기록 | 팬아메리칸 게임 기록 | 팬아메리칸 게임 기록 | 팬아메리칸 게임 기록 | 팬아메리칸 게임 기록 | 팬아메리칸 게임 기록 | 팬아메리칸 게임 기록 |
| 년도                 | 결과                 | 순위                 | 경기                 | 승                   | 무*                  | 패                   | 득점                 | 실점                 | 승점                 |
| -------------------- | -------------------- | -------------------- | -------------------- | -------------------- | -------------------- | -------------------- | -------------------- | -------------------- | -------------------- |
| 1951년               | 불참                 | 불참                 | 불참                 | 불참                 | 불참                 | 불참                 | 불참                 | 불참                 | 불참                 |
| 1955년               | 은메달               | 준우승               | 6                    | 1                    | 3                    | 2                    | 10                   | 13                   | 6                    |
| 1959년               | 결선리그             | 6위                  | 6                    | 1                    | 1                    | 4                    | 13                   | 20                   | 4                    |
| 1963년               | 진출 실패            | 진출 실패            | 진출 실패            | 진출 실패            | 진출 실패            | 진출 실패            | 진출 실패            | 진출 실패            | 진출 실패            |
| 1967년               | 금메달               | 우승                 | 5                    | 3                    | 2                    | 0                    | 12                   | 4                    | 11                   |
| 1971년               | 조별리그             | 7위                  | 3                    | 1                    | 1                    | 1                    | 3                    | 3                    | 4                    |
| 1975년               | 금메달               | 우승                 | 6                    | 4                    | 2                    | 0                    | 27                   | 5                    | 14                   |
| 1979년               | 진출 실패            | 진출 실패            | 진출 실패            | 진출 실패            | 진출 실패            | 진출 실패            | 진출 실패            | 진출 실패            | 진출 실패            |
| 1983년               | 조별리그             | 6위                  | 2                    | 1                    | 0                    | 1                    | 2                    | 1                    | 3                    |
| 1987년               | 4강                  | 4위                  | 5                    | 3                    | 1                    | 1                    | 10                   | 2                    | 10                   |
| 1991년               | 은메달               | 준우승               | 5                    | 3                    | 1                    | 1                    | 19                   | 4                    | 10                   |
| 1995년               | 은메달               | 준우승               | 6                    | 5                    | 1                    | 0                    | 13                   | 5                    | 16                   |
| 1999년               | 금메달               | 우승                 | 6                    | 4                    | 2                    | 0                    | 14                   | 5                    | 14                   |
| 2003년               | 동메달               | 3위                  | 5                    | 1                    | 2                    | 2                    | 7                    | 7                    | 5                    |
| 2007년               | 동메달               | 3위                  | 5                    | 3                    | 2                    | 0                    | 6                    | 1                    | 11                   |
| 2011년               | 금메달               | 우승                 | 5                    | 4                    | 1                    | 0                    | 12                   | 4                    | 13                   |
| 2015년               | 은메달               | 준우승               | 5                    | 3                    | 1                    | 1                    | 8                    | 5                    | 10                   |
| 합계                 | 14회 진출(14/17)     | 금메달(4회)          | 70                   | 37                   | 20                   | 13                   | 156                  | 79                   | 131                  |

## 유니폼
멕시코 축구 국가대표팀은 전통적으로 녹색 셔츠, 흰색 반바지, 붉은색 양말로 구성된 총 3가지 색을 사용하였다. 이 셔츠는 삼색기로 알려진 멕시코 국기에서 유래되었다. 1950년대 중반까지 멕시코는 검은색 또는 짙은 청색 반바지와 적갈색의 셔츠로 유니폼을 착용하였다.
2015년, 아디다스는 멕시코의 새로운 홈 유니폼을 셔츠와 반바지 모두 검은색으로 맞췄다고 발표하였다. 약간의 녹색, 흰색, 빨간색 부분은 그대로 남아있다.

### 용품 스폰서십

#### 용품 스폰서
| 용품 스폰서 | 기간      | 비고 |
| ----------- | --------- | ---- |
| 리바이스    | 1978-1979 |      |
| 포니        | 1980-1983 |      |
| 아디다스    | 1984-1990 |      |
| 엄브로      | 1991-1994 |      |
| ABA 스포츠  | 1995-1998 |      |
| 가르시스    | 1999-2000 |      |
| 아틀레티카  | 2000-2002 |      |
| 나이키      | 2003-2006 |      |
| 아디다스    | 2007–현재 |      |

출처:
1. ClassicFootballShirts.co.uk
2. OldFootballShirts.com

#### 용품 후원 계약
| 용품 스폰서 | 전체 기간 | 계약 발표일 | 계약 기간 | 금액 | 비고 |
| ----------- | --------- | ----------- | --------- | ---- | ---- |
| 아디다스    | 2007–현재 |             |           |      |      |
| 아디다스    | 2007–현재 |             |           |      |      |
| 아디다스    | 2007–현재 |             |           |      |      |
| 아디다스    | 2007–현재 |             |           |      |      |
| 아디다스    | 2007–현재 |             |           |      |      |

### 유니폼 변천사
위키미디어 공용에 멕시코 축구 국가대표팀 유니폼 관련 미디어 자료가 있습니다.

## 선수단
다음 34인의 선수들은 2023년 3월 23일과 26일  수리남과  자메이카와의 CONCACAF 네이션스리그에 참가하는 선수 명단이다.
- 출장 수와 골 수는 2022년 11월 30일  사우디아라비아전 이후 기준이다.

| 번호 | 위치 | 선수                     | 생년월일 (나이)        | 출전 | 득점 | 소속                |
| ---- | ---- | ------------------------ | ---------------------- | ---- | ---- | ------------------- |
|      | GK   | 기예르모 오초아          | 1985년 7월 13일(40세)  | 134  | 0    | 살레르니타나        |
|      | GK   | 카를로스 아세베도        | 1996년 4월 19일(29세)  | 4    | 0    | 산토스 라구나       |
|      | GK   | 호세 안토니오 로드리게스 | 1992년 7월 4일(33세)   | 0    | 0    | 티후아나            |
|      |      |                          |                        |      |      |                     |
|      | DF   | 헤수스 가야르도          | 1994년 8월 15일(30세)  | 81   | 1    | 몬테레이            |
|      | DF   | 네스토르 아라우호        | 1991년 8월 29일(33세)  | 64   | 3    | 아메리카            |
|      | DF   | 세사르 몬테스            | 1997년 2월 24일(28세)  | 33   | 1    | 에스파뇰            |
|      | DF   | 호르헤 산체스            | 1997년 12월 10일(27세) | 28   | 1    | 아약스              |
|      | DF   | 헤라르도 아르테아가      | 1998년 9월 7일(26세)   | 17   | 1    | 헹크                |
|      | DF   | 헤수스 앙훌로            | 1998년 1월 30일(27세)  | 12   | 0    | UANL                |
|      | DF   | 케빈 알바레스            | 1999년 1월 15일(26세)  | 10   | 0    | 파추카              |
|      | DF   | 호안 바스케스            | 1998년 10월 22일(26세) | 7    | 0    | 크레모네세          |
|      | DF   | 힐베르토 세풀베다        | 1999년 2월 4일(26세)   | 5    | 0    | 과달라하라          |
|      | DF   | 이스라엘 레예스          | 2000년 5월 23일(25세)  | 3    | 1    | 아메리카            |
|      | DF   | 훌리안 아라우호          | 2001년 8월 13일(23세)  | 3    | 0    | 바르셀로나 B        |
|      | DF   | 헤수스 오로스코          | 2002년 2월 19일(23세)  | 0    | 0    | 과달라하라          |
|      |      |                          |                        |      |      |                     |
|      | MF   | 에드손 알바레스          | 1997년 10월 24일(27세) | 60   | 3    | 아약스              |
|      | MF   | 우리엘 안투나            | 1997년 8월 21일(27세)  | 39   | 9    | 크루스 아술         |
|      | MF   | 카를로스 로드리게스      | 1997년 1월 3일(28세)   | 38   | 0    | 크루스 아술         |
|      | MF   | 에리크 구티에레스        | 1995년 6월 15일(30세)  | 35   | 1    | PSV                 |
|      | MF   | 로베르토 알바라도        | 1998년 9월 7일(26세)   | 32   | 4    | 과달라하라          |
|      | MF   | 루이스 로모              | 1995년 6월 5일(30세)   | 27   | 1    | 몬테레이            |
|      | MF   | 디에고 라이네스          | 2000년 6월 9일(25세)   | 21   | 3    | UANL                |
|      | MF   | 세바스티안 코르도바      | 1997년 6월 12일(28세)  | 14   | 3    | UANL                |
|      | MF   | 루이스 차베스            | 1996년 1월 15일(29세)  | 12   | 1    | 파추카              |
|      | MF   | 페르난도 벨트란          | 1998년 5월 8일(27세)   | 9    | 0    | 과달라하라          |
|      | MF   | 에리크 산체스            | 1999년 9월 27일(25세)  | 8    | 1    | 파추카              |
|      | MF   | 알폰소 곤살레스          | 1994년 9월 5일(30세)   | 4    | 0    | 몬테레이            |
|      | MF   | 마르셀 루이스            | 2000년 10월 26일(24세) | 0    | 0    | 톨루카              |
|      |      |                          |                        |      |      |                     |
|      | FW   | 라울 히메네스            | 1991년 5월 5일(34세)   | 98   | 29   | 울버햄프턴 원더러스 |
|      | FW   | 이르빙 로사노            | 1995년 7월 30일(30세)  | 63   | 16   | 나폴리              |
|      | FW   | 오르벨린 피네다          | 1996년 3월 24일(29세)  | 51   | 6    | AEK 아테네          |
|      | FW   | 엔리 마르틴              | 1992년 11월 18일(32세) | 29   | 7    | 아메리카            |
|      | FW   | 산티아고 히메네스        | 2001년 4월 18일(24세)  | 9    | 2    | 페예노르트          |
|      | FW   | 로베르토 데 라 로사      | 2000년 1월 4일(25세)   | 0    | 0    | 파추카              |

## 유명 선수
- 우고 산체스
- 호르헤 캄포스
- 콰우테모크 블랑코
- 클라우디오 수아레스
- 루이스 에르난데스
- 하레드 보르헤티
- 프란시스코 폰세카
- 파벨 파르도
- 기예르모 프랑코
- 네리 카스티요
- 라파엘 마르케스
- 안드레스 과르다도
- 히오바니 도스 산토스
- 하비에르 에르난데스 발카사르
- 치차리토
- 알란 풀리도
- 카를로스 살시도
- 기예르모 오초아
- 엑토르 미겔 에레라
- 미겔 라윤
- 엑토르 모레노
- 마르코 파비안
- 호나탄 도스 산토스
- 지오바니 도스 산토스
- 카를로스 벨라
- 이르빙 로사노
- 라울 히메네스
- 헤수스 마누엘 코로나
- 파울 아길라르
- 오리베 페랄타
- 디에고 안토니오 레예스
- 하비에르 아키노
- 호세 데 헤수스 코로나

## 역대 감독
| 감독                     | 임기        |
| ------------------------ | ----------- |
| 라파엘 가르사 구티에레스 | 1934        |
| 라파엘 가르사 구티에레스 | 1937 ~ 1938 |
| 라파엘 가르사 구티에레스 | 1949        |
| 보라 밀루티노비치        | 1983 ~ 1986 |
| 세사르 루이스 메노티     | 1991 ~ 1992 |
| 보라 밀루티노비치        | 1995 ~ 1997 |
| 우고 산체스(대행)        | 2000        |
| 하비에르 아기레          | 2001 ~ 2002 |
| 리카르도 라볼페          | 2002 ~ 2006 |
| 우고 산체스              | 2006 ~ 2008 |
| 스벤예란 에릭손          | 2008 ~ 2009 |
| 하비에르 아기레          | 2009 ~ 2010 |
| 후안 카를로스 오소리오   | 2015 ~ 2018 |
| 헤라르도 마르티노        | 2019 ~ 2022 |
| 하비에르 아기레          | 2024 ~      |

## 같이 보기
- 멕시코 U-23 축구 국가대표팀
- 멕시코 여자 축구 국가대표팀